# Diego Riolfo
Diego Nicolás Riolfo Pérez (Montevideo, Uruguay, 8 de enero de 1990) es un exfutbolista uruguayo y Licenciado en Economía egresado de la Universidad de la República. Jugaba de mediapunta y en el equipo que tuvo más participación fue en Montevideo Wanderers Fútbol Club con 185 partidos jugados y 23 goles convertidos.

## Trayectoria
Diego no tuvo una formación juvenil profesional, jugaba por diversión en City Park de la Liga Universitaria, cuando cumplió los 18 años y culminó sus estudios de bachillerato sus padres lo dejaron decidir su futuro. En 2008 comenzó a estudiar economía en la Universidad de la República y también se probó en las formativas de Central Español Fútbol Club, quedó y se integró a la sub-19, aunque el año anterior había realizado pruebas y no quedó.
Entre los años 2008 y 2009 jugó con Cuarta División, posteriormente se integró a Tercera División y se consolidó en el primer semestre de 2010. Fue ascendido al primer equipo por el entrenador Daniel Pecho Sánchez para la temporada 2010-11, junto a su compañero Matías Vecino.
Debutó como profesional el 28 de agosto de 2010, ingresó al minuto 79 por Diego Martiñones para enfrentar a Cerro en la fecha 2 del Torneo Apertura y empataron sin goles en el Estadio Parque Palermo. En su primera temporada como profesional jugó 14 partidos y convirtió 1 gol, su equipo finalizó la tabla anual en décimo lugar, pero debido a los promedios descendieron de categoría.
En un partido de pretemporada en enero de 2012 jugaron un amistoso contra Wanderers, convirtió 2 goles e impresionó al entrenador Alfredo Arias por lo que fue fichado por el Bohemio.
En paralelo a su actividad deportiva cursó la carrera universitaria a lo largo de los años, en 2017 intentó culminarla y solicitó mesas especiales para dar sus últimos 2 exámenes, pero su pedido fue rechazado. Volvió a pedir una mesa especial de examen al año siguiente y esta vez fue autorizado, rindió su último examen en julio de 2018 y se recibió de Licenciado en Economía en la Facultad de Ciencias Económicas y de Administración.
El 31 de mayo de 2023 se retiró del fútbol con 33 años, debido a una lesión en su rodilla que le impidió seguir con su carrera profesional.

## Estadísticas
| Club                                 | Div.          | Temporada     | Liga  | Liga  | Liga   | Copas nacionales | Copas nacionales | Copas nacionales | Copas internacionales | Copas internacionales | Copas internacionales | Total | Total | Total  |
| Club                                 | Div.          | Temporada     | Part. | Goles | Asist. | Part.            | Goles            | Asist.           | Part.                 | Goles                 | Asist.                | Part. | Goles | Asist. |
| ------------------------------------ | ------------- | ------------- | ----- | ----- | ------ | ---------------- | ---------------- | ---------------- | --------------------- | --------------------- | --------------------- | ----- | ----- | ------ |
| Central Español F. C. · Uruguay      | 1.ª           | 2011-12       | 14    | 1     | 1      | -                | -                | -                | -                     | -                     | -                     | 14    | 1     | 1      |
| Central Español F. C. · Uruguay      | 2.ª           | 2012-13       | 1     | 0     | 0      | -                | -                | -                | -                     | -                     | -                     | 1     | 0     | 0      |
| Central Español F. C. · Uruguay      | Total club    | Total club    | 15    | 1     | 1      | 0                | 0                | 0                | 0                     | 0                     | 0                     | 15    | 1     | 1      |
| Montevideo Wanderers F. C. · Uruguay | 1.ª           | 2011-12       | 6     | 0     | 0      | -                | -                | -                | -                     | -                     | -                     | 6     | 0     | 0      |
| Montevideo Wanderers F. C. · Uruguay | Total club    | Total club    | 6     | 0     | 0      | 0                | 0                | 0                | 0                     | 0                     | 0                     | 6     | 0     | 0      |
| R. C. Recreativo de Huelva · España  | 2.ª           | 2012-13       | 11    | 0     | 0      | 1                | 0                | 0                | -                     | -                     | -                     | 12    | 0     | 0      |
| R. C. Recreativo de Huelva · España  | Total club    | Total club    | 11    | 0     | 0      | 1                | 0                | 0                | 0                     | 0                     | 0                     | 12    | 0     | 0      |
| Montevideo Wanderers F. C. · Uruguay | 1.ª           | 2013-14       | 30    | 3     | 5      | -                | -                | -                | 0                     | 0                     | 0                     | 30    | 3     | 5      |
| Montevideo Wanderers F. C. · Uruguay | 1.ª           | 2014-15       | 26    | 4     | 2      | -                | -                | -                | 6                     | 1                     | 0                     | 32    | 5     | 2      |
| Montevideo Wanderers F. C. · Uruguay | 1.ª           | 2015-16       | 15    | 6     | 4      | -                | -                | -                | -                     | -                     | -                     | 15    | 6     | 4      |
| Montevideo Wanderers F. C. · Uruguay | Total club    | Total club    | 71    | 13    | 11     | 0                | 0                | 0                | 6                     | 1                     | 0                     | 77    | 14    | 11     |
| C. Necaxa · México                   | 1.ª           | 2016-17       | 9     | 0     | 0      | 5                | 3                | 0                | -                     | -                     | -                     | 14    | 3     | 0      |
| C. Necaxa · México                   | 1.ª           | 2017-18       | 1     | 0     | 0      | 2                | 0                | 0                | -                     | -                     | -                     | 3     | 0     | 0      |
| C. Necaxa · México                   | Total club    | Total club    | 10    | 0     | 0      | 7                | 3                | 0                | 0                     | 0                     | 0                     | 17    | 3     | 0      |
| C. D. Godoy Cruz A. T. Argentina     | 1.ª           | 2017-18       | 5     | 0     | 0      | -                | -                | -                | -                     | -                     | -                     | 5     | 0     | 0      |
| C. D. Godoy Cruz A. T. Argentina     | Total club    | Total club    | 5     | 0     | 0      | 0                | 0                | 0                | 0                     | 0                     | 0                     | 5     | 0     | 0      |
| Montevideo Wanderers F. C. · Uruguay | 1.ª           | 2018          | 14    | 2     | 3      | -                | -                | -                | -                     | -                     | -                     | 14    | 2     | 3      |
| Montevideo Wanderers F. C. · Uruguay | 1.ª           | 2019          | 25    | 2     | 5      | -                | -                | -                | 3                     | 0                     | 0                     | 28    | 2     | 5      |
| Montevideo Wanderers F. C. · Uruguay | 1.ª           | 2020          | 22    | 2     | 1      | -                | -                | -                | -                     | -                     | -                     | 22    | 2     | 1      |
| Montevideo Wanderers F. C. · Uruguay | 1.ª           | 2021          | 20    | 2     | 1      | 1                | 0                | 0                | 2                     | 0                     | 0                     | 23    | 2     | 1      |
| Montevideo Wanderers F. C. · Uruguay | 1.ª           | 2022          | 11    | 0     | 1      | 1                | 0                | 0                | 3                     | 1                     | 0                     | 15    | 1     | 1      |
| Montevideo Wanderers F. C. · Uruguay | Total club    | Total club    | 92    | 8     | 11     | 2                | 0                | 0                | 8                     | 1                     | 0                     | 102   | 9     | 11     |
| Total carrera                        | Total carrera | Total carrera | 210   | 22    | 23     | 10               | 3                | 0                | 14                    | 2                     | 0                     | 234   | 27    | 23     |
| 1. 2.                                |               |               |       |       |        |                  |                  |                  |                       |                       |                       |       |       |        |

## Palmarés

### Campeonatos nacionales
| Título          | Club                 | País    | Año  |
| --------------- | -------------------- | ------- | ---- |
| Torneo Clausura | Montevideo Wanderers | Uruguay | 2014 |

### Distinciones individuales
| Distinción                                           | Año  |
| ---------------------------------------------------- | ---- |
| Premios AUF - Jugador destacado del mes (septiembre) | 2018 |
| Premios AUF - Mejor jugada colectiva del año         | 2018 |